# Johnny Paul Koroma
Johnny Paul Koroma (Kono, 9 de maio de 1960 - declarado morto em 1 de junho de 2003) foi um militar serra-leonês e o chefe de Estado de Serra Leoa de maio de 1997 a fevereiro de 1998. Sua suposta morte não foi provada, pois ninguém encontrou o seu corpo, portanto, ele não pode ser legalmente considerado morto. Ele foi muito ativo no engajamento dos rebeldes da Frente Revolucionária Unida para garantir a paz durante a Guerra Civil de Serra Leoa.